# Tabelbala
Tabelbala (tiếng Ả Rập: تبلبالة, tiếng Korandje: tsawərbəts) là một xã nằm giữa Béchar và Tindouf ở Tây Nam Algérie, là thủ phủ cũng như điểm dân cư chính của huyện Tabelbala. Tính đến 2008, dân số của nó là 5.121 người, tăng lên so với 4.663 người vào năm 1998, với tỉ lệ tăng hàng năm 1,0%. Xã có diện tích 60.560 kilômét vuông (23.380 dặm vuông Anh), là xã rộng nhất và thưa dân nhất tỉnh.
Tabelbala nổi bật vì là nơi duy nhất ở Algérie mà bản ngữ của người dân không phải tiếng Ả Rập hay một ngôn ngữ Berber nào cả, mà là tiếng Korandje, một ngôn ngữ Songhay, với 3.000 người bản ngữ.